# Nalgonda
 (juin 2024).
Si vous disposez d'ouvrages ou d'articles de référence ou si vous connaissez des sites web de qualité traitant du thème abordé ici, merci de compléter l'article en donnant les références utiles à sa vérifiabilité et en les liant à la section « Notes et références ».
Nalgonda est une ville indienne située dans le district de Nalgonda dans l’État du Télangana. En 2011, sa population est de 135 744 habitants. En 2024, sa population est estimée à 191 000 habitants.

## Source de la traduction
- (en) Cet article est partiellement ou en totalité issu de l’article de Wikipédia en anglais intitulé « Nalgonda » (voir la liste des auteurs).